# شون كوغلر
شون كوغلر (بالإنجليزية: Sean Kugler)‏ هو مدير فني أمريكي، ولد في 9 أغسطس 1966 في لوكبورت في الولايات المتحدة.